# Брайт, Джон
Джон Брайт (англ. John Bright; 1811—1889) — английский политик, радикальный и либеральный государственный деятель, один из величайших ораторов своего поколения, продвигал идеи свободной торговли.
Будучи квакером, Брайт являлся самым известным борцом против Хлебных законов. В партнёрстве с Ричардом Кобденом он основал Лигу против Хлебных законов, ставившую своей целью их отмену, так как они способствовали повышению цен на продукты питания и устанавливали налоги на импортируемую пшеницу. Хлебные законы были отменены в 1846 году. Брайт также работал с Кобденом над другой инициативой, продвигающей идеи свободной торговли: Договором Кобдена-Шевалье 1860 года, который предусматривал установление более тесных экономических связей между Великобританией и Францией. Эта кампания проводилась в сотрудничестве с французским экономистом Мишелем Шевалье и оказалась успешной, несмотря на историческое недоверие парламента к французам.
Брайт был членом Палаты общин с 1843 по 1889 год. Среди направлений его деятельности выделяются свобода в области торговли, избирательная реформа и свобода вероисповедания. Он, по сути, в одиночку выступал против участия в Крымской войне. Также он выступил против предложенной Гладстоном автономии для Ирландии (Гомруля). Он был представителем от среднего класса и решительно выступал против привилегий земельной аристократии. Что касается Ирландии, он стремился отменить политические привилегии англикан, ликвидировать протестантскую Ирландскую церковь и начать земельную реформу, которая предусматривала передачу её земли крестьянам-католикам. Ему принадлежит авторство фразы «Англия — мать парламентов».

## Ранние годы жизни
Джон Брайт родился в районе Гринбанк города Рочдейл, находящемся в английском графстве Ланкашир — одном из первых центров промышленной революции. Его отец, Якоб Брайт, был уважаемым квакером, который в 1809 году основал хлопчатобумажную фабрику в Рочдейле. Отец Якоба, Авраам, был уилтширским йоменом, который в начале XVIII века перебрался в Ковентри, а его потомки остались там жить. Якоб Брайт получил образование в Эквортской школе Общества Друзей и являлся учеником производителя фланели в Нью-Миллс, Дербишир. Джон Брайт был его сыном от второй жены Марты Вуд, дочери квакерского лавочника из Болтон-ле-Маорс. Учившаяся в Эквортской школе, она была женщиной с сильным характером и изысканным вкусом. От этого брака у них родилось одиннадцать детей, из которых Джон был самым старшим сыном. Его младшим братом был Якоб Брайт, ставший впоследствии депутатом и мэром. Сестрами были Присцилла Брайт (чей муж, Дункан Макларен также являлся депутатом) и Маргарет Брайт Лукас. Джон был достаточно своенравным ребёнком и был отправлен в школу-интернат возле своего дома, которую держал Уильям Литтлвуд. Год в Эквортской школе, два года в Бутхэмской школе в Йорке и полтора года в Ньютоне, недалеко от Клитеро, дополнили полученное им образование. Он, по его словам, смог выучить латинский и греческий языки, однако, всё же не так хорошо, как хотелось бы. В то же время он приобрел большую любовь к английской литературе (в этом увлечении его поддерживала мать) и к упражнениям на открытом воздухе. В шестнадцать лет он поступил на работу на завод своего отца и впоследствии стал партнёром в этом бизнесе.
В Рочдейле Якоб Брайт выступал против местной ставки налога на содержание церкви. Руководители Рочдейла занимали видное место в движении за парламентскую реформу, что позволило городу иметь своего представителя в рамках принятого закона. Джон Брайт принимал участие в обеих кампаниях. Будучи ярым нонконформистом, он гордился тем, что имел среди своих предков Джона Граттона, который был другом Джорджа Фокса и одним из преследуемых и заключённых в тюрьму проповедников Религиозного общества Друзей. Его интерес к политике, вероятно, был вызван драматическими выборами в городе Престон, Ланкашир в 1830 году, когда Эдвард Стэнли после долгой борьбы потерпел поражение от Генри «Оратора» Ханта.
Первый опыт публичных выступлений он получил, когда был членом Рочдейльской молодёжной группы трезвости. Эти молодые люди ходили по деревням и выступали перед сельскими жителями на собраниях под открытым небом. Первая публичная речь Джона Брайта произошла во время одной из таких встреч. Брайт вышел к трибуне с написанными заранее словами, однако, что-то пошло не так, и он запутался. Тогда председатель встречи объявил, что настало время для традиционной песни, и во время её исполнения попросил Брайта выступить без текста и выразить мысль своими словами. Брайт так и поступил и, хотя начал очень неуверенно, в конце концов смог найти нужные слова, сделав отличный посыл публике. Истории о ранних годах его жизни распространились по Великобритании и США в конце его карьеры. Это привело к тому, что студенты в таких учреждениях, как недавно созданный Корнеллский университет, начали считать его образцом для подражания. Особенно ярко это проявлялось среди активистов таких сообществ как, например, Литературное общество Ирвинга.
Однако всё же речи некоторых своих ранних выступлений он заучивал наизусть. В 1832 году он попросил преподобного Иоанна Алдиса, видного баптистского священника, сопровождать его на одном местном собрании. Алдис назвал его стройным, скромным молодым джентльменом, который удивил своим интеллектом и умением вдумываться в суть, но который, казалось, нервничал, когда они шли вместе на ту встречу. На собрании Брайт произнес мотивирующую речь, а по дороге домой попросил у Алдиса дать ему пару советов насчет выступлений. Тот рекомендовал ему не заучивать речи, а фиксировать, записывая, отдельные фрагменты и выводы. Этот «первый урок по публичным выступлениям», как его назвал Брайт, был дан ему на двадцать первом году жизни, но он тогда не планировал публичную карьеру. Джон Брайт был довольно преуспевающим бизнесменом, чувствующим себя очень комфортно в своем городе, в чьей общественной, образовательной и политической жизни он всегда был готов принять участие. Будучи основателем Литературно-философского общества Рочдейла, он играл активную роль в его дискуссиях, а по возвращении из отпусков выступал в обществе с лекциями о своих путешествиях.

## Джон Брайт, Ричард Кобден и Хлебные законы
Джон Брайт впервые встретил Ричарда Кобдена в 1836 или 1837 году. Кобден был олдерменом недавно созданной Манчестерской корпорации, и Брайт пришёл к нему, чтобы попросить выступить на просветительской встрече в Рочдейле. Кобден согласился, и, придя на встречу, был поражен короткой, яркой речью Брайта и призвал его выступить против Хлебных законов. Первая речь Брайта по поводу Хлебных законов была сделана в Рочдейле в 1838 году, и в том же году он присоединился к Манчестерскому временному комитету, который в 1839 году образовал Лигу борьбы против Хлебных законов. Он по-прежнему носил статус местного общественного деятеля, участвуя во всех общественных движениях, особенно в оппозиционных акциях против предложенных Джоном Филденом Фабричных законов и против ставки церковного налога. В 1839 году он построил особняк, которому дал название «Одинокий ясень», и женился на Элизабет, дочери Джонатана Пристмана из Ньюкасла-на-Тайне.
В ноябре того же года в Болтоне состоялся обед в честь Авраама Поултона, который только что вернулся из агитационного тура по Шотландии в поддержку борьбы против Хлебных законов. Среди докладчиков были Кобден и Брайт, и этот обед был примечателен тем, что это был первый случай, когда два будущих лидера появились вместе на дискуссии, посвященной свободной торговле. Брайт описывается историком Лиги как «молодой человек, который, только недавно начав участвовать в городских дискуссиях, благодаря своей энергии и знанию предмета обсуждения смог быстро начать играть ведущую роль в великом движении».
В 1840 году он возглавил движение против ставки церковного налога в Рочдейле, выступив у надгробной плиты на кладбище, откуда открывался панорамный вид на город, находящийся в долине внизу. В этот период у него родилась дочь Хелен. Но в сентябре 1841 года его молодая жена после долгой болезни умерла от туберкулеза. Через три дня после её смерти в Лемингтоне ему позвонил Кобден. «Я был в глубоком горе», — вспоминал Брайт, открывая памятник своему другу в Брэдфорде в 1877 году. «Я мог бы сказать, что был в отчаянии, потому что моя жизнь и свет в моём доме были практически потушены». Кобден произнёс тогда несколько слов соболезнования, но через какое-то время добавил: «В настоящее время в Англии есть тысячи домов, где жены, матери и дети умирают от голода. Теперь, когда первая стадия вашего горя прошла, я бы посоветовал вам пойти со мной, и мы не остановимся до тех пор, пока Хлебные законы не будут отменены». «Я внял его призыву, — говорил Брайт, — и с тех пор мы никогда не переставали трудиться во имя тех целей, которые провозгласили».

## Член парламента от Дарема
На общих выборах в 1841 году Кобден вернулся в парламент от Стокпорта, Чешир. А в 1843 году Брайт был кандидатом-фритредером на довыборах в Дареме. Он потерпел поражение, однако, победивший его соперник был снят по петиции. Со второй попытки Брайт прошёл в парламент. Он уже был известен как главный союзник Кобдена, и поэтому к нему с подозрением и враждебностью относились в Палате общин. В вопросе отмены Хлебных законов Брайт и Кобден успешно дополняли друг друга. Кобден обладал спокойствием и уверенностью философа, постигшего суть политики, у Брайта были страсть и пыл популярного оратора. Кобден делал аргументацию, а Брайт готовил речь, снабжая её необходимыми доводами. Ни один оратор того времени не рос так быстро. В 1841 году, когда Кобден призвал его на свою сторону, он не был известен за пределами своего города, а в конце сессии 1843 года с уже огромной репутацией вошёл в парламент. Он объездил всю Англию и всю Шотландию, выступая на огромных собраниях и, как правило, завоевывая доверие публики. Он принял ведущее участие в конференции в Лондоне, проведенной Лигой против Хлебных законов. Она позволила обратиться к герцогу Сассекскому, к сэру Джеймсу Грэму (тогдашнему министру внутренних дел), к графу Рипона и к Уильяму Гладстону (секретарю и заместителю секретаря Совета по торговле). Тогда же Брайт был повсеместно признан главным оратором в поддержку движения свободной торговли. Везде, где объявлялось о выступлении «Джона Брайта из Рочдейла», собирались огромные толпы людей. Так же произошло и на первом большом собрании в театре Друри-Лейн 15 марта 1843 года. Он занял свое место в Палате общин в качестве одного из членов от Дарема 28 июля 1843 года, а 7 августа выступил с первой речью в поддержку предложения Уильяма Юарта о сокращении импортных пошлин. Как он сам говорил, он находился там «не только как один из представителей города Дарем, но и как один из представителей Лиги против Хлебных законов». Один из членов парламента, который слышал речь Брайта, описывал его как «человека среднего роста, довольно плотной комплекции с умным, искренним, ясным и приятным выражением лица. Его голос хорош, высказывания остры, а его способность формулировать мысли свободна от любых неприятных особенностей или манерностей». Он носил обычное одеяние квакеров и с большим интересом и неприязненным любопытством относился к обеим сторонам Палаты общин.
Инициатива Эварта не прошла, однако движение, возглавляемое Кобденом и Брайтом, продолжало распространяться. Осенью Лига решила собрать 100 000 фунтов стерлингов. Это решение было вызвано желанием помочь интересам развития сельского хозяйства, и возникло благодаря многолюдным собраниям в фермерских округах. И уже в ноябре The Times ошеломила страну, заявив на первой полосе: «Существование Лиги — великий факт. Было бы глупо, нет, опрометчиво, отрицать его важность». В Лондоне в театре Ковент-Гарден состоялись большие встречи, в которых Уильям Джонсон Фокс был главным оратором, а Брайт и Кобден выступали как лидеры движения. При этом Брайт публично высказывал неодобрение по поводу популярной тенденции рассматривать Кобдена и его самого, как главные движущие силы проводимой агитации. Выступая в Рочдейле, Кобден рассказывал, что он всегда выстраивал порядок выступлений так, что он должен был говорить первым, а следом за ним Джон Брайт. Его «более величественная гениальность», как говорил Джон Морли, уже тогда делала его бесспорным хозяином чувств его зрителей. В Палате общин его прогресс шёл медленнее. Аргументированные речи Кобдена были более сочувственно восприняты, чем скорее риторические призывы Брайта, и во время обсуждения ежегодно вносимого Джорджем Вильерсом предложения отменить Хлебные законы, Брайта слушали с таким нетерпением, что он был вынужден сесть.
На следующей сессии (1845 г.) он переключился на расследование Охотничьих законов. На собрании представителей округа в начале дня Роберт Пиль, тогдашний премьер-министр, посоветовал им не вступать в дискуссию с чересчур резкой речью от представителя Дарема, чтобы дать комитету возможность обойтись без дебатов. Речь Брайта была сравнительно мягкой, и Кобден говорил, что тот отлично справился со своей работой, заработав требуемое мнение у аудитории. Та речь подчеркнула его позицию в Палате общин. В той сессии Брайт и Кобден оказались в разных лагерях, Кобден голосовал за утверждение Мейнутского Гранта, а Брайт против. После этого был только один случай, когда они проголосовали по-разному: в вопросе Южного Кенсингтона они разошлись в разные стороны и оставались там в течение двадцати пяти лет парламентской жизни.
Осенью 1845 года Джон Брайт удержал Кобдена от ухода из политической сферы, к участию в которой сам Кобден пригласил его четыре года назад. Брайт был в Шотландии, когда к нему пришло письмо от Кобдена, в котором говорилось о решимости последнего в связи с трудностями в бизнесе удалиться от общественной деятельности. Брайт ответил ему, что, если тот уйдет в отставку, вместе с ним исчезнет и фундамент Лиги. «Я ни в коем случае не могу занять ваше место, — писал он. — В какой-то момент я могу сражаться, но у меня есть недостатки, которые я полностью осознаю, и которые мешают мне быть выше, чем второе лицо в той работе, что мы делаем». Несколькими днями позже, в самый влажный период осени, он отправился в Манчестер, поехав в «дождь, который словно смывал Хлебные законы», и по прибытии собрал своих друзей и нашёл деньги, которые помогли Кобдену преодолеть его чрезвычайную ситуацию. Наступил решающий момент борьбы. Проблемы с бюджетом, возникшие у правительства Пиля в 1845 году стали первым шагом на пути к свободной торговле. Последующие плохой урожай и фитофтороз заставили Пиля отменить Хлебные законы, а на встрече в Манчестере 2 июля 1846 года, после выступления Кобдена, Брайт официально объявил о роспуске Лиги. Библиотека, состоящая из двенадцати сотен томов, досталась Брайту как памятник борьбы.

## Крылатые выражения

### «Сечь мертвую лошадь»
Первое зафиксированное использование этого выражения с его современным значением было отмечено у Брайта, который произнес его, говоря о законопроекте реформы 1867 года, в котором содержался призыв к более широкому демократическому представительству в парламенте, поскольку этот вопрос воспринимался парламентом совершенно апатично. Оксфордский словарь английского языка цитирует издание The Globe (1872 г.), как самое раннее свидетельство дальнейшего использования данной фразы. В том издании говорится о безрезультатной попытке донести до кого-то какую-либо информацию и о том, что пытаться «повторять это… словно сечь мертвую лошадь».

### «Англия — Мать парламентов»
Брайт произнес эту знаменитую фразу 18 января 1865 года, выступая в Бирмингеме с поддержкой расширение рядов избирателей. Она часто неверно цитируется как ссылка на парламент Соединённого Королевства.

## Вступление в брак. Жизнь в Манчестере
В первый раз Брайт вступил в брак 27 ноября 1839 года, женившись на Элизабет Пристман из Ньюкасла, дочери Джонатана Пристмана и Рэйчел Брэгг. У них родилась одна дочь, Хелен Пристман Брайт (1840 г.), однако Элизабет умерла 10 сентября 1841 года. Хелен Пристман Брайт позже вышла замуж за Уильяма Стивенса Кларка (1839—1925) из Стрита, Сомерсет. Брайт женился во второй раз, в июне 1847 года на Маргарет Элизабет Лиатхэм, сестре Эдварда Алдама Литхама из Уэйкфилда, от которой у него было семь детей, в том числе Джон Альберт Брайт и Уильям Летам Брайт.
В следующем июле 1847 года Брайт с большим преимуществом вместе с Милнером Гибсоном победил в Манчестере. В новом составе парламенте он выступал против законодательства, ограничивающего часы труда, и, как нонконформист, выступал против клерикального контроля над образованием. В 1848 году он проголосовал за предложение Юма, поддерживающего расширение избирательных прав землевладельцев, и внес законопроект об отмене Охотничьих законов. Когда лорд Джон Рассел выдвинул на обсуждение проект своего билля о духовных титулах, Брайт выступил против него как «маленькой, ничтожной и жалкой меры» и предсказал её провал. В этом составе парламента он много выступал по ирландскому вопросу. Его речь в пользу правительственного законопроекта о налоге для помощи (налог на процветающие районы Ирландии, сборы которого помогли бы облегчить голод в остальной части этого острова) в 1849 году, сопровождалось громкими овациями с обеих сторон. Он также отдельно удостоился комплиментов от Дизраэли. С этого времени к нему стали прислушиваться в Палате и он начал играть важную роль в дебатах. Он выступал против смертной казни, против церковных норм, против физических наказаний в армии и против Ирландской церкви. Он поддержал предложение Кобдена о сокращении государственных расходов. Джон Брайт и в парламенте, и вне его стен всегда выступал за мир.
На выборах 1852 года Брайт снова был избран от Манчестера, продолжив поддерживать принципы свободной торговли, избирательные реформы и религиозную свободу. Но тогда уже были сильны военные настроения, и самые страстные в своей карьере речи он высказывал в тогдашнем парламенте в бесплодной попытке отговорить его от решения по участию Британии в Крымской войне. Ни парламент, ни страна не вняли его аргументам. «Я был в Палате в понедельник, — написал Маколей в марте 1854 года, — и слышал, как Брайт озвучивает все, что я тогда думал». Его самая незабываемая речь, величайшая из тех, с которыми он когда-либо выступал, была произнесена 23 февраля 1855 года. «Ангел смерти пролетел над всей видимой землей. Вы практически можете услышать биение его крыльев», — сказал он, и в заключение сделал воззвание, которое как никогда раньше взволновало парламент.
В 1860 году Брайт вместе с Кобденом одержали победу, выступив с новой инициативой, касающейся свободной торговли, подписав Договор Кобдена-Шевалье, способствующий установлению более тесных связей между Великобританией и Францией. Эта кампания проводилась в сотрудничестве с французским экономистом Мишелем Шевалье и преуспела, несмотря на исторически сложившееся недоверие парламента к французам.

## Представитель от Бирмингема (1858—1889 гг)
В 1857 году непопулярная позиция Брайта в вопросе Крымской войны привела к тому, что он потерял свое место в качестве представителя от Манчестера. Однако в течение нескольких последующих месяцев, в 1858 году, он был избран в качестве одного из двух депутатов от Бирмингема. Он занимал эту должность более тридцати лет, несмотря на то, что впоследствии в 1886 году покинул Либеральную партию из-за своей позиции по вопросу Ирландской автономии.
27 октября 1858 года он начал свою кампанию по парламентской реформе в Ратуше Бирмингема. В 1866 году он написал эссе под названием «Речь о реформе». В нём он потребовал предоставления избирательных прав рабочим людям ввиду их значительного количества и заявил, что следует радоваться открытым демонстрациям, а не воспринимать их как «вооружённые мятежи или тайные заговоры». В 1868 году Брайт вошёл в кабинет либерального премьер-министра Уильяма Гладстона, став руководителем Торговой палаты, но ушёл в отставку в 1870 году из-за плохого состояния здоровья. Он дважды служил в кабинетах Гладстона в качестве канцлера графства Ланкастерского (1873—1874, 1880—1882). В 1882 году Гладстон приказал Королевскому флоту бомбардировать Александрию, чтобы принудить египтян вернуть долги британским инвесторам. Брайт с презрением назвал этот конфликт «войной ростовщиков», ведущейся от имени привилегированного класса капиталистов и ушёл из кабинета Гладстона.
По глубоко личным причинам Брайт был тесно связан с туристическим курортом Северного Уэльса в Лландидно. В 1864 году он отправился туда с женой и пятилетним сыном. Когда они проходили через кладбище, мальчик сказал: «Мама, я хочу, чтобы, когда я умру, меня похоронили именно здесь». Через неделю он умер от скарлатины, и это его желание было выполнено. Брайт приезжал в Лландидно не реже одного раза в год вплоть до своей собственной смерти. Он по-прежнему известен в Лландидно, где в его честь была названа главная средняя школа, а в 2004 году была построена новая школа (Ysgol John Bright), также получившая его имя.
В поздние годы жизни Джон Брайт получил литературное и общественное признание. В 1880 году он был избран лордом-ректором Университета Глазго. Он получил почетную степень Оксфордского университета в 1886 году. Также он выступил с торжественным словом во время открытия Центральной библиотеки Бирмингема в 1882 году, а в 1888 году город воздвиг ему статую. Эта мраморная статуя работы Альберта Джоя некоторое время находилась на реставрации, пока, наконец, её не вернули на территорию Бирмингемского музея. Кроме того, в его честь названы улица Джон Брайта, находящаяся недалеко от Театра Александры в Бирмингеме, и город Брайт в австралийском штате Виктория.

## Оппозиция Гомрулю
В 1886 году, когда Гладстон предложил закон об автономии Ирландии, а также Ирландский земельный закон, Брайт вместе с Джозефом Чемберленом и лордом Хартингтоном выступил против него. Он считал Ирландскую парламентскую партию Чарльза Стюарта Парнелла «повстанческой партией». К Брайту неоднократно обращались Гладстон, Чемберлен и Хартингтон, чтобы получить его поддержку. Его повсеместно расценивали как силу, с которой нужно считаться, и его политическое влияние было несоразмерным его деятельности. В марте 1886 года Брайт отправился в Лондон, а 10 марта встретился с Хартингтоном, проговорив с ним об Ирландии около часа. 12 марта Джон Брайт встретился с Гладстоном на ужине, по итогам которого написал: «Главная задача Гладстона — урегулировать земельный вопрос, который, по моему мнению, должен теперь считаться разрешенным. Что касается вопроса о парламенте в Дублине, он хочет избавиться от ирландского представительства в Вестминстере, в чем я буду полностью согласен с ним, если это вообще можно будет осуществить». 17 марта Брайт встречался с Чемберленом, имея в голове следующие мысли: «Его мнение в основном правильное, но ему не хватает мудрости, чтобы можно было всецело поддерживать его предложение». 20 марта у него была двухчасовая встреча с Гладстоном:
Он начал с длинного экскурса в историю, рассказав об ирландском прошлом, который показался несколько однобоким, будто оставлял вне поля зрения позицию важного меньшинства: взгляды и чувства протестантской и лояльной короне части народа. Он объяснял суть своей политики, представления об устройстве Дублинского парламента и то, какой он видит земельную реформу. Я возражал против изменения земельной политики как ненужного шага, — закон 1881 года сделал всё, что было необходимо для арендаторов, зачем тогда идти на поводу у политиков мятежной стороны, выселять землевладельцев и освобождаться от английского гарнизона, как их называют мятежники? Я отрицаю ту цену в виде безопасности, которую надо будет заплатить для обеспечения справедливости. М-р. Г. утверждал, что его финансовые договоренности будут работать лучше, чем существующая система отношений, и что это дело нашей чести — помочь лендлордам, с чем я также был решительно несогласен. Почему бы не прийти на помощь интересам других лиц в Белфасте и Дублине? Что касается Дублинского парламента, то здесь я утверждал, что он сдаёт все подряд — Дублинский парламент будет работать с постоянными проволочками, будет чинить препятствия, несмотря на все ограничения, которые будут созданы для поддержания единства трех Королевств. А что делать с протестами активистов, а с импортными пошлинами и протекционизмом для защиты от британских товаров? … Я думаю, что он слишком доверяет лидерам повстанческой партии. Я не могу заставить себя поверить в них, и общее ощущение позволяет предположить, что любые оговоренные с ними условия, не будут сохранены, и что через их посредничество я не могу рассчитывать на примирение с недовольной и нелояльной Ирландией.
8 апреля Гладстон вынес на рассмотрение законопроект о гомруле в Палате общин, где он прошёл первое чтение без голосования. Брайт не участвовал в дебатах по законопроекту и покинул Лондон в конце апреля, чтобы присутствовать на похоронах своего зятя. Затем он вернулся в свой дом в Рочдейле. 13 мая Гладстон отправил ему письмо с просьбой посетить его в Лондоне. Указанная дата была годовщиной смерти жены Брайта, и он ответил, что чувствует необходимость провести этот день дома. Далее он писал:
Я не могу согласиться с мерой, которая настолько оскорбительна для всего протестантского населения Ирландии и отдельно взятой провинции Ольстер, если говорить о ее лояльном и протестантском народе. Я не могу дать согласие на исключение их из под защиты королевского парламента. Я бы сделал многое, чтобы очистить Вестминстер от мятежной партии без сочувствия к тем, кто хочет их сохранить, но признаю, что в их аргументах, которые противоречат моим взглядам, есть много силы. … Что касается законопроекта о земле и перспектив второго чтения, то я, боюсь, должен буду проголосовать против него. Может быть, моя враждебность к партии мятежников, появившаяся за шесть лет наблюдений за ними, с момента формирования вашего правительства, не позволяет мне беспристрастно взглянуть на этот большой вопрос. Если я смог бы заставить себя поверить им как порядочным и искренним людям, то я мог бы согласиться на многое. Но я подозреваю, что ваша политика предоставления им привилегий будет усиливать власть в их руках только лишь для того, чтобы их война против единства трех королевств приносила им больше плодов, без какой-либо пользы для простого ирландского народа. … Парламент и службы не готовы к этому. Если возможно, я бы хотел избежать дальнейшего рассмотрения этого законопроекта в парламенте.
14 мая Джон Брайт прибыл в Лондон и написал депутату-либералу Самуэлю Уайтбреду, что Гладстон должен снять с обсуждения законопроект о гомруле. Также он отметил, что Гладстону не следует распускать парламент, если законопроект не пройдет голосование во втором чтении: «… это только усилило бы раскол среди либералов и сделало бы его недоступным для исцеления. Он стал бы ответственным за величайшую рану, когда-либо полученную партией… Если законопроект будет отозван, то все нынешние трудности нашей партии исчезнут». Также он прогнозировал усиление позиций консерваторов в случае назначения новых выборов.
На знаменитом собрании в кабинете № 15 либеральные депутаты, которые не были прямыми противниками идеи ирландского самоуправления, но которые при этом не одобряли сам законопроект, встретились, чтобы принять решение о том, как им действовать. Среди участников был Чемберлен, которому Брайт передал написанное 31 мая письмо:
Мое намерение состоит в том, чтобы проголосовать против законопроекта во втором чтении, не принимая участия в дебатах. Я не хочу, чтобы моё мнение о законопроекте или законопроектах выглядело неопределённым. Но я также не хочу брать на себя ответственность, советуя другим, как поступать в этой ситуации. Я буду рад, если в их интересах будет воздержаться от раскола — они окажут большую услугу нам всем, предотвратив возможный роспуск, нежели приблизив его … Незначительное большинство голосов «за» законопроект может оказаться таким же полезным, как и его поражение в голосовании, и может спасти страну от тяжёлой жертвы новых выборов. Мне бы хотелось быть сейчас с вами, но я уже в любом случае не смогу свернуть с того пути, на который встал с самого начала этой несчастливой дискуссии … P.S. Если сочтёте полезным, вы можете прочитать эту заметку своим друзьям.
Чемберлен вслух прочёл это письмо. Позже он написал Брайту, что «объявление о том, что он намеревается проголосовать против во втором чтении, несомненно, повлияло на решение», и что собрание закончилось единогласным соглашением проголосовать против этого законопроекта.
1 июня Брайт написал Чемберлену, что удивлён решением собрания, потому что его письмо «было призвано облегчить ему и его друзьям принятие решения воздержаться от голосования перед лицом грядущего раскола». 7 июня законопроект о гомруле не прошёл голосование, набрав 341 голос «против» и 311 «за». Брайт выступил против него. Гладстон распустил парламент.
Во время последующей избирательной кампании Джон Брайт произнёс только одну речь, к своим избирателям. Она состоялась 1 июля, и в ней он выступал против гомруля для Ирландии. Он призывал своих соотечественников поддержать либералов-юнионистов. Эта речь, как правило, рассматривалась гладстонскими либералами как оказавшая решающее влияние на их поражение. Джон Морли писал, что «самый тяжёлый и самый страшный удар пришёл от мистера Брайта, который до этого хранил публичное молчание. Каждое слово, казалось, стоило целый фунт. Приводимые им аргументы были в основном те же, что он уже указывал в письме, но они притягивались к слушателям с такой силой и гравитацией, что очень сильно смогли впечатлить большую фалангу сомневающихся по всему королевству». Председатель Национальной либеральной федерации, сэр Б. Уолтер Фостер, жаловался, что Брайт «вероятно, сделал больше вреда на этих выборах для своей партии, чем любой другой отдельно взятый человек». Либеральный журналист П. У. Клейден был кандидатом от Ислингтон-Норта. Он рассказывал, что когда он во время агитации встречался с либералами-диссидентами, взял с собой копию законопроекта о гомруле:
Прочитав пункт за пунктом этот законопроект с некоторыми из них, я смог ответить на все их возражения и от многих получил обещание поддержки. Однако речь мистера Брайта свела на нет всю мою работу. Он удержал от голосования на выборах, вероятно, много тысяч либеральных избирателей по всей стране и сделал больше, чем все остальные попытки оказать влияние на общественное мнение в связи с идеей части либералов бойкотировать выборы, которая и принесла Коалиции решающую победу.
Джон Брайт был переизбран своими сторонниками в Бирмингеме, и этот срок стал для него последним. Он заседал как либерал, поддерживающий коалиционное правительство консерваторов и либералов-юнионистов, которые выиграли выборы. Брайт не очень активно участвовал в работе этого парламента, однако его действия все равно оказывали влияние на исход тех или иных вопросов. Лорд Джордж Гамильтон отмечал, что, когда правительство выставило на обсуждение в марте 1887 года законопроект о внесении поправок в Уголовный закон (Ирландии), который усиливал полномочия властей в части принуждения, Либеральная партия выступила против него. Брайт не участвовал в дебатах, однако Гамильтон отмечает, что большое значение придавалось тому, как Брайт проголосует: «Если бы он воздержался от голосования или проголосовал бы против законопроекта правительства, коалиция юнионистов была бы практически разрушена. С другой стороны, если бы он проголосовал за, чтобы косвенно подчеркнуть неприятие гомруля, это хоть и противоречило бы его общественной позиции в прошлом, дало бы Коалиции новый источник силы и сплоченности. Когда прозвучал сигнал о начале голосования, мистер Брайт, который сидел рядом с Гладстоном, ни секунды не колеблясь направился прямо к правительственному лобби».
С этих пор и до своей смерти, Брайт не встречался отдельно с Гладстоном несмотря на их продолжительные политические отношения.

## Член регионального парламента от Кеннеди, Квинсленд: 1869—1870 гг
Колония Квинсленд добилась отделения от Нового Южного Уэльса в 1859 году. С ней отделился и лежащий в её юго-восточной части Брисбен, выбранный в качестве столицы. К 1860-м годам доминирующее положение южных районов Квинсленда спровоцировало сильное сепаратистское движение в Центральном и Северном Квинсленде, которые стали стремиться создать ещё одну независимую колонию. Во время колониальных выборов в Квинсленде в 1867 году некоторые сепаратистски настроенные политики решили сделать Джона Брайта кандидатом в избирательном округе Рокхэмптон в Центральном Квинсленде. Они выступали с позицией, что представительство в парламенте Квинсленда является неэффективным, поэтому они вынуждены искать представителя, имеющего опыт работы в Британском парламенте. Однако за Брайта проголосовало только 10 человек, и он не был избран.
Впоследствии, 11 июня 1869 года, Томас Генри Фитцджеральд, член избирательного округа Кеннеди в Северном Квинсленде, подал в отставку, что повлекло за собой довыборы. Джон Брайт снова был объявлен лицом сепаратистского протеста и в этот раз выиграл выборы 10 июля 1869 года. Назначая его, один из политиков-сепаратистов заявил:
Мы выбрали человека, имеющего вес в метрополии, который сможет представить наш вопрос королеве и попытаться воплотить наши интересы в жизнь. Для этой цели нет более квалифицированного человека, чем достопочтенный Джон Брайт, к которому прислушивается как народ, так и корона — который представляет в правительстве сферы торговли, коммерции и производства, является защитником свободы и при этом очень лояльным человеком. Если мы сможем заручиться его симпатиями, мы победим. Я считаю, что он тот человек, который сможет сломать железную цепь, удерживающую нас с Югом, и освободит нас. Потому что он уже боролся за свободу, и я не могу поверить в то, что он сможет пройти мимо наших многочисленных проблем.
В январе 1870 года сепаратисты направили петицию королеве Виктории с просьбой сделать Северный Квинсленд отдельной колонией, которая будет называться «Альбертсленд» (в честь покойного супруга королевы Альберта, принца-супруга). Поскольку Брайт никогда не посещал Квинсленд и не занимал отведенное ему в Законодательном Собрании Квинсленда кресло, в конечном итоге 8 июля 1870 года его место было объявлено вакантным. Северный Квинсленд не добился отделения и остался частью колонии Квинсленд (ныне штат Квинсленд).
Неизвестно, какую роль сыграл Джон Брайт в этой политической затее и знал ли он вообще об этом. При этом в 1867 году утверждалось, что Брайт является «близким другом» тогдашнего губернатора Квинсленда Джорджа Боуэна.

## Смерть
В конце 1888 года Джон Брайт серьёзно заболел, и понял, что конец близок. 27 ноября его сын Альберт написал письмо Гладстону, в котором сказал, что отец «хочет, чтобы я написал вам о том, что он не может забыть вашу неизменную доброту к нему и те многие услуги, которые Вы оказали стране. Он был очень слаб и, похоже, хотел сказать что-то ещё, но не смог, я лишь увидел слезы, которые текли по его щекам». Гладстон ответил: «Я могу заверить Вас, что мне его немного не хватало в последнее время, что что бы ни произошло за последние три года, мои чувства к нему нисколько не изменились, и что я никогда не чувствовал себя непохожим на него по духу. Я сердечно молюсь, чтобы он мог наслаждаться покоем Божьим в этом мире и на другой стороне».
Брайт получил много сочувствующих писем и телеграмм от многих людей, начиная с королевы. Ирландский националист и депутат парламента Тим Хили написал Брайту письмо с пожеланием скорейшего выздоровления, и следующими словами: «Ваши великие заслуги перед нашим народом никогда не будут забыты, потому что во времена, когда у Ирландии было меньше всего друзей, ваш голос был самым громким на ее стороне. Я надеюсь, вы сможете поправиться, чтобы помочь ей подняться в соответствии с вашими представлениями о её лучшем будущем. И пока мы продолжаем бороться за наши собственные взгляды, у нас нет других сожалений, кроме как об остроте наших противоречий в прошлом».
Джон Брайт умер в своём особняке «Одинокий ясень» 27 марта 1889 года и был похоронен на кладбище при доме собраний Религиозного общества Друзей в Рочдейле.
Консервативный премьер-министр лорд Солсбери отдал дань уважения ему в Палате лордов на следующий день после его смерти, и так охарактеризовал его роль в политике:
Во-первых, он был величайшим мастером английского ораторского искусства, из тех, что дало нам его поколение, или, даже можно сказать, последние несколько поколений. Я встречал людей, которые слышали Питта и Фокса, и, по их мнению, их красноречие в лучшем случае уступало лучшим речам Джона Брайта. В то время, когда было много пустых разговоров, которые почти уничтожили красноречие, он настойчиво и неизменно поддерживал свой мощный и энергичный стиль английского языка, который помогал должным образом выражать те пламенные и благородные мысли, которые Брайт держал в своей голове. Еще одна черта характера, которой, я думаю, он запомнится потомкам, — это неизменная ясность его мотивов, неизменная траектория его карьеры. Он был проницательным сподвижником и бойцом. Как и у многих других энергичных личностей, у него была не самая большая терпимость к оппозиции. Но его действия никогда, ни на мгновение не были направлены ни на какие цели, которые могли быть поставлены по соображениям личного или партийного эгоизма. С начала своей общественной карьеры и до часа её завершения, он был вдохновлён ни чем иным, как чистейшим патриотизмом и доброжелательностью.

## Память
В 1868 году студенты недавно образованного Корнельского университета обсуждали, какое название им стоит дать первому литературному обществу: «Братство Джона Брайта» или «Ирвингское литературное общество». И хотя эта честь выпала недавно умершему уроженцу штата Нью-Йорк, это произошло не раньше, чем Брайт был удостоен статуса первого почетного члена университета.
Его именем названа библиотека Бутхэмской школы.
В 1928 году Фонд Брукс-Брайса, признавая заслуги Брайта, пожертвовал библиотеке Принстонского университета значительные средства на сборник материалов о его жизни. Фонд также пожертвовал средства на открытую церковную кафедру, которая была установлена в часовне Принстона также в честь Брайта.
Его имя носит Джон Брайт-стрит в Бирмингеме, а статуи находятся в Бирмингемском музее и в средней школе Ysgol John Bright в Лландидно в Северном Уэльсе.
Город Брайт в штате Виктория в Австралии назван в его честь.

## Наследие
Историк А. Дж. П. Тейлор так обобщил достижения Брайта:
Джон Брайт был самым великим из всех парламентских ораторов. У него было много политических успехов. Вместе с Ричардом Кобденом он провёл кампанию, которая привела к отмене Хлебных законов. Он сделал больше, чем любой другой человек, чтобы предотвратить вмешательство этой страны (Британии) в Гражданскую войну в Америке на стороне Юга, и он возглавил агитацию в поддержку реформы 1867 года, которая распространила действие конституции на индустриальный рабочий класс. Именно Брайт сделал возможной Либеральную партию Гладстона, Асквита и Ллойда Джорджа, а также союз между идеями среднего класса и профсоюзным движением, который он всячески продвигал, и который до сих пор существует в виде нынешней Лейбористской партии.